# Palazzo Marcello Toderini

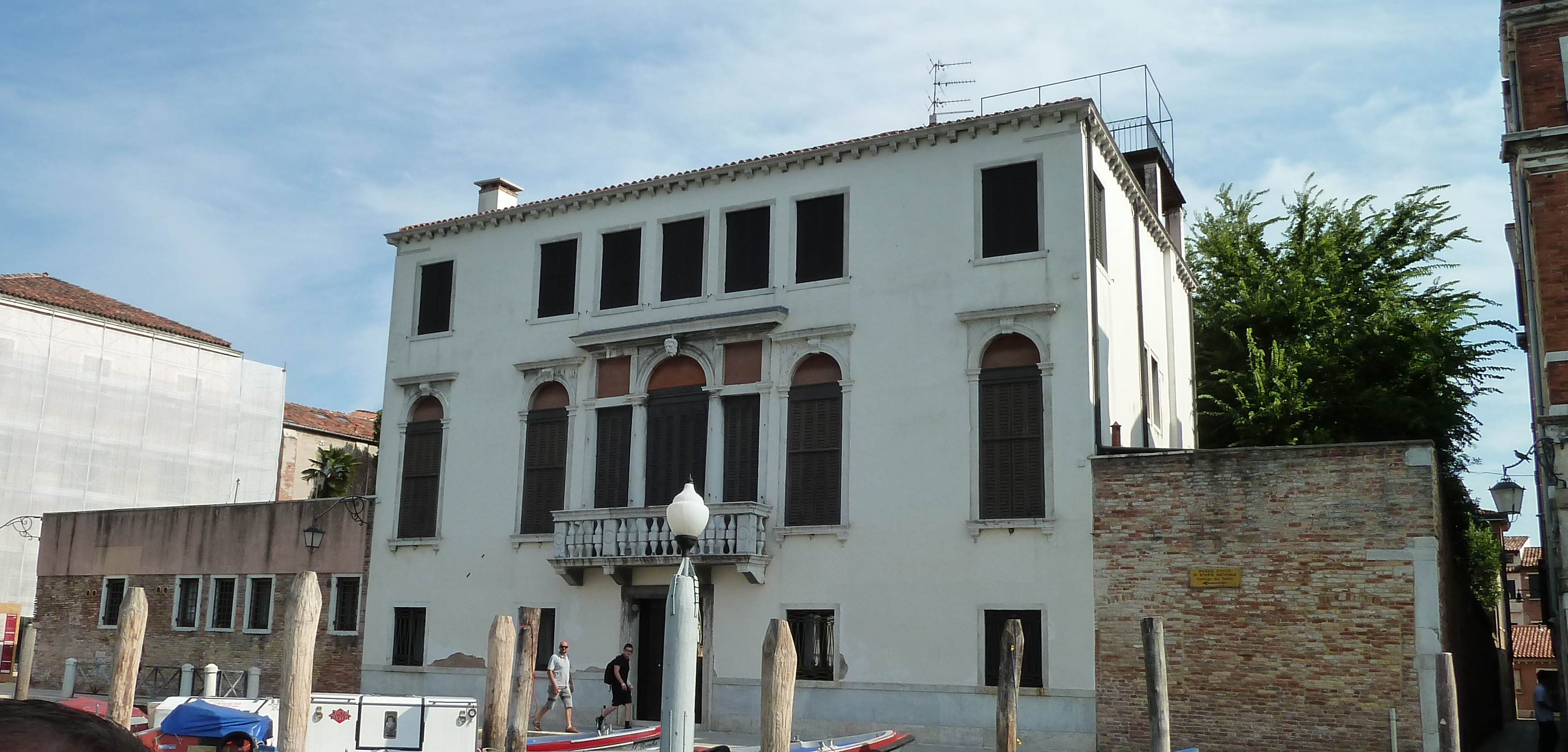
Palazzo Marcello Toderini, Fassade zum Canal Grande

Palazzo Marcello Toderini ist ein Palast in Venedig in der italienischen Region Venetien. Er liegt im Sestiere Santa Croce mit Blick auf den Canal Grande am Riva de Biasio gegenüber der Einmündung des Canale di Cannaregio zwischen dem Palazzo Zen und der Tassitura Luigi Bevilacqua.

## Geschichte
Der kleine Palast stammt aus dem 17. Jahrhundert. Die alte, römische Familie Marcello ließ ihn erbauen. Aus ihr gingen zwei Dogen hervor: Marcello Tegalliano (717–726) und Nicolò Marcello (1473–1474). Am bekanntesten aber sind zwei Brüder aus dieser Familie, die Musiker wurden: Alessandro Marcello (1684–1750) und Benedetto Marcello (1686–1739).

## Beschreibung
Der Palazzo Marcello Toderini hat drei Stockwerke. Das Portal im Erdgeschoss zum Riva de Biasio ist ebenso rechteckig, wie die beiden Paare von Einzelfenstern, die es flankieren. Das Hauptgeschoss zeigt in der Mitte ein großes, venezianisches Fenster mit vorspringendem, ballustriertem Balkon. Eingerahmt wird dieses Fenster von zwei Paaren einzelner Rundbogenfenster, die in Rahmen aus Halbsäulen sitzen. Über dem venezianischen Fenster, dessen Mittelteil im Rundbogen ein Maskaron besitzt, befindet sich ein Ziergesims. Das Zwischengeschoss unter dem Dach hat eine dem Hauptgeschoss entsprechende Fensteraufteilung: Über dem venetianischen Fenster sitzen drei einzelne Rechteckfenster, flankiert von zwei Paaren einzelner Rechteckfenster. Nach oben schließt die verputzte und weiß gestrichene Fassade mit einer gezahnten Dachtraufe ab.
Hinter dem Palast befindet sich ein großer Garten.